# 이헤야촌
이헤야촌(일본어: 伊平屋村)은 일본 오키나와현 시마지리군의 촌이다. 오키나와현의 유인도 중 최북단인 이헤야섬을 주 섬으로 한다. 제1쇼씨 왕조를 연 쇼하시의 출신지라고 한다.

## 지리
오키나와섬 헤도곶에서 북서쪽으로 약 40km 떨어져 있고 요론섬의 서쪽에 위치하며 이헤야섬과 노호섬 등 2개 섬으로 구성된다. 노호섬은 노호 대교를 통해 연결되어 있다. 이헤야섬은 북동~남서로 가늘고 긴 형태를 하고 있으며 최고 지점은 가요산(294m)이다. 노호섬은 이헤야섬 남쪽에 있다. 이제나촌과는 최단 지점 기준으로 5km 정도 거리이지만 두 지역을 왕래하는 정기편은 운행되고 있지 않다. 반시뱀이 많은 것으로도 알려져 있다.

## 역사
류큐 왕국 때에 이제나섬, 이헤야섬은 류큐 왕통의 발상지로 왕부 직할령이었다. 그 때문에 행정구역으로는 왕부의 성역이 많이 존재하는 오키나와섬 남부의 시마지리군에 속하게 되었으며 이것이 현재까지 이어지고 있다.